# 눈구석주름

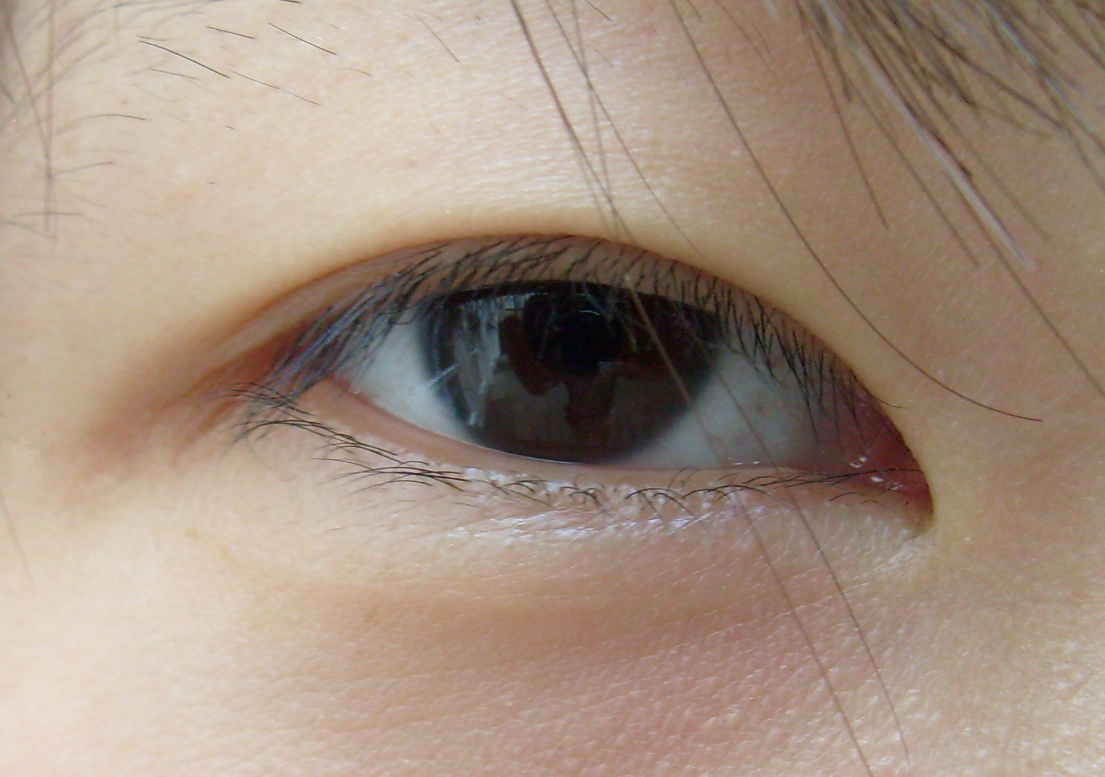

눈구석주름, 내안각주름, 내안각췌피(內眼角贅皮), 몽고주름(Epicanthic fold, epicanthus)은 눈 (인체)의 안쪽 모서리(내눈꺼풀)를 덮는 위쪽 눈꺼풀의 피부 주름이다. 혈통, 나이, 특정 의학적 상태 등 다양한 요인이 앞니 주름의 형성 여부에 영향을 미친다.

## 민족지리학적 분포

### 빈도가 높은 인구
상안 주름의 가장 높은 발생 빈도는 동아시아인, 동남아시아인, 중앙아시아인, 북아시아인, 폴리네시아인, 미크로네시아인, 아메리카 원주민 및 일부 아프리카 민족(특히 코이산족과 나일로틱족)과 같은 특정 인구 또는 민족에서 발견된다. 남아시아인 중에는 네팔인, 부탄인, 북동부 인디언, 키라티족, 인도 동부 및 남부의 특정 아디바시 부족에서 매우 높은 빈도로 발생한다. 인도 북부, 특히 카슈미르에서도 흔히 발견된다. 아프가니스탄과 파키스탄의 하자라족은 일반적으로 이러한 특성을 가지고 있다. 파키스탄 동부/북부의 일부 사람들은 이러한 특성을 가지고 있다.
이들 집단 중 일부에서는 이 특성이 거의 보편적이며, 특히 동아시아인과 동남아시아인의 경우 대다수, 일부 추정에 따르면 최대 90%의 성인이 이 특성을 가지고 있다.

### 저빈도 모집단
유럽인(예: 스칸디나비아인, 영국인, 아일랜드인, 헝가리인, 러시아인, 폴란드인, 리투아니아인, 라트비아인, 핀란드인, 에스토니아인 및 사미인), 유대인, 남아시아인(벵골인, 싱할라인) 등 다른 인구 집단에서도 상당히 낮은 빈도로 에피칸식 주름이 발생한다.

### 인식과 귀속
개인 간 접힌 부분의 발달 정도는 매우 다양하며, 접힌 부분의 존재 여부에 대한 귀속은 특정 관찰자의 공동체 내에서 해당 특성의 발생 정도와 관련하여 주관적인 경우가 많다. 또한 그 빈도는 유라시아 전역에서 임상적으로 다양하다. 따라서 생물학적 개체군을 정의하기 위한 표현형 마커로 이를 사용하는 데는 논쟁의 여지가 있다.

## 같이 보기
- 용모